# 環球城車站

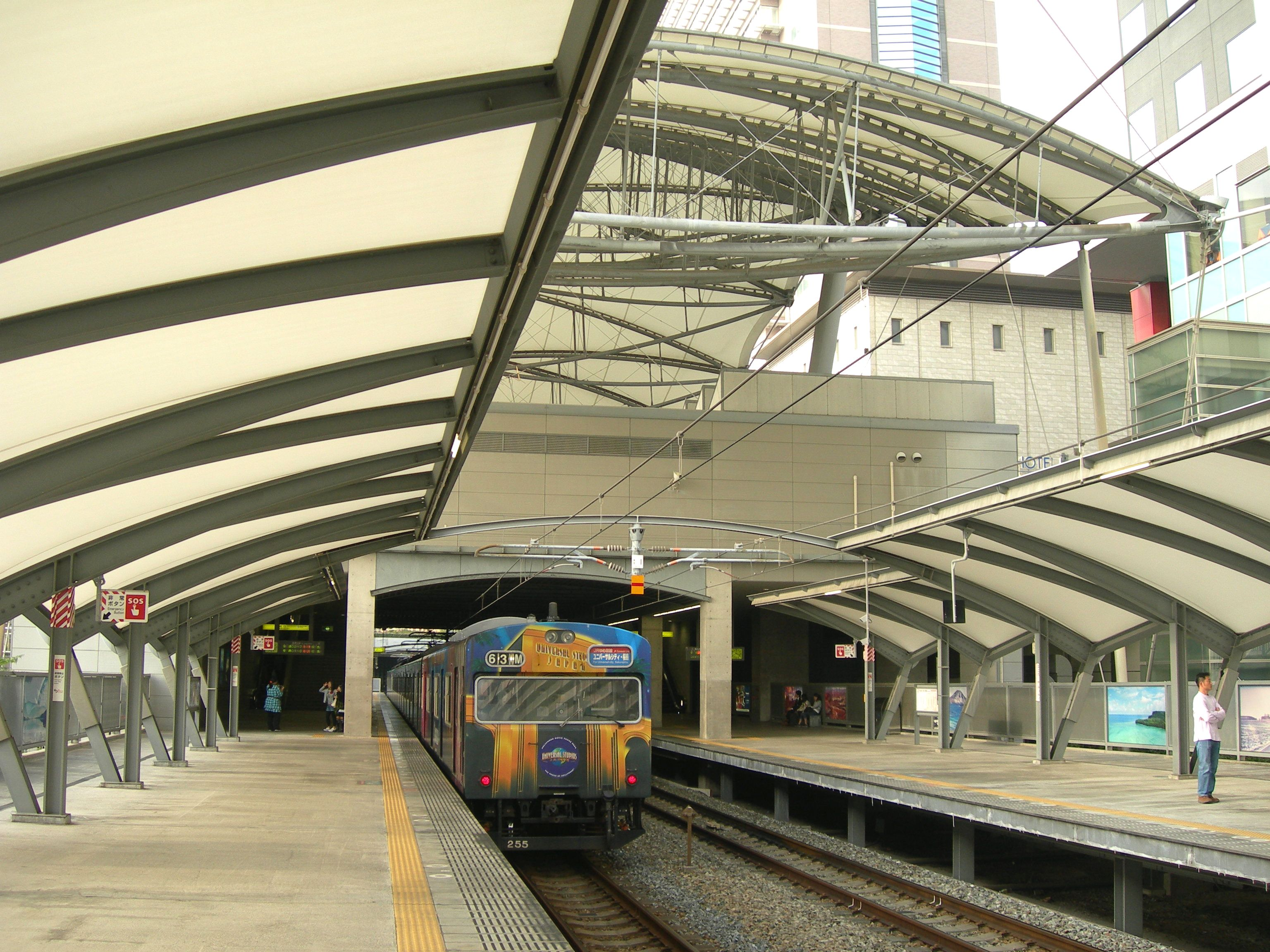
環球城車站的月台區與停靠其上的JR夢咲線列車。

環球城車站（日语：／ Yunibāsaru-shiti eki */?）是一由西日本旅客鐵道（JR西日本）所經營的鐵路車站，位於日本大阪府大阪市此花區島屋六丁目。環球城車站位於JR西日本櫻島線（又暱稱為「JR夢咲線」）沿線，當初是專門為了日本環球影城（Universal Studio Japan, USJ）的開幕而特別設立的入口車站，因此自啟用以後，每日都有大量來自日本國內外的旅客進出。

## 簡介
環球城車站是JR西日本旗下大阪近郊鐵路路線群都市網路（アーバンネットワーク，Urban Network）所屬的車站，根據JR的特定都區市內制度，被劃分為「大阪市內」的車站之一。雖然並不是櫻島線的終點車站，但在黃金週或暑假遊客較多的期間，也會有部分列車（主要是环球特快號）以本站作為起訖點。
環球城車站是一個擁有兩座對向式月台、兩條乘車線的地面車站，但有部分站體位於跨站天橋上。車站外觀是由著名日本建築師安藤忠雄所操刀，特徵是帆船造型的流線型白色屋頂，並曾因其造型獲選第2回的近畿車站百選（近畿の駅百選）。為了配合車站獨特的帆船造型，站內的站務人員並不穿著JR西日本標準的站員制服，而是穿著類似水手服般的特殊制服。
在當初本站還在建設階段時，曾經一度使用過此花臨海（此花臨海（仮）駅）的臨時車站名。

## 車站
站內設置有一對對向式月台，共2條乘車線，全站皆位於地面上。
| 月台 | 路線     | 方向 | 目的地           |
| ---- | -------- | ---- | ---------------- |
| 1    | JR夢咲線 | 上行 | 西九條、大阪方向 |
| 2    | JR夢咲線 | 下行 | 往櫻島           |

## 使用情況
2018年（平成30年）度1日平均上車人次為31,479人，JR西日本車站次於西明石站排行第24位。JR西日本成立後開業的新站當中僅次於JR東西線北新地站，使用人數排行第2多。
開業後1日平均上車人次如下表。2014年以後，作為環球影城的使用者增長比例的此站使用人數有增加傾向。尤其是閉園時往西九條方向月台會非常擁擠。
| 年度               | 1日平均 上車人次 | 來源     |
| ------------------ | ---------------- | -------- |
| 2001年（平成13年） | 18,769           | [ * 1 ]  |
| 2002年（平成14年） | 13,801           | [ * 2 ]  |
| 2003年（平成15年） | 16,748           | [ * 3 ]  |
| 2004年（平成16年） | 14,499           | [ * 4 ]  |
| 2005年（平成17年） | 14,322           | [ * 5 ]  |
| 2006年（平成18年） | 15,405           | [ * 6 ]  |
| 2007年（平成19年） | 16,272           | [ * 7 ]  |
| 2008年（平成20年） | 16,265           | [ * 8 ]  |
| 2009年（平成21年） | 15,452           | [ * 9 ]  |
| 2010年（平成22年） | 15,971           | [ * 10 ] |
| 2011年（平成23年） | 17,951           | [ * 11 ] |
| 2012年（平成24年） | 19,866           | [ * 12 ] |
| 2013年（平成25年） | 21,959           | [ * 13 ] |
| 2014年（平成26年） | 26,105           | [ * 14 ] |
| 2015年（平成27年） | 29,135           | [ * 15 ] |
| 2016年（平成28年） | 31,305           | [ * 16 ] |
| 2017年（平成29年） | 32,506           | [ * 17 ] |
| 2018年（平成30年） | 31,479           | [ * 18 ] |

## 相鄰車站
西日本旅客鐵道
 JR夢咲線（櫻島線）
安治川口（JR-P15）－环球城（JR-P16）－櫻島（JR-P17）

### 使用情況
1. ↑  大阪府統計年鑑 （页面存档备份，存于） - 大阪府
2. ↑  大阪市統計書 （页面存档备份，存于） - 大阪市

從數據看見JR西日本
1. 1 2   (PDF).   [2019-09-26]. （原始内容 (PDF)存档于2019-09-26）.
2. ↑   (PDF).   [2019-09-26]. （原始内容 (PDF)存档于2019-05-31）.

大阪府統計年鑑
1. ↑  大阪府統計年鑑（平成14年）PDF
2. ↑  大阪府統計年鑑（平成15年）PDF
3. ↑  大阪府統計年鑑（平成16年）PDF
4. ↑  大阪府統計年鑑（平成17年）PDF
5. ↑  大阪府統計年鑑（平成18年）PDF
6. ↑  大阪府統計年鑑（平成19年）PDF
7. ↑  大阪府統計年鑑（平成20年）PDF
8. ↑  大阪府統計年鑑（平成21年）PDF
9. ↑  大阪府統計年鑑（平成22年）PDF
10. ↑  大阪府統計年鑑（平成23年）PDF
11. ↑  大阪府統計年鑑（平成24年）PDF
12. ↑  大阪府統計年鑑（平成25年）PDF
13. ↑  大阪府統計年鑑（平成26年）PDF
14. ↑  大阪府統計年鑑（平成27年）PDF
15. ↑  大阪府統計年鑑（平成28年）PDF
16. ↑  大阪府統計年鑑（平成29年）PDF
17. ↑  大阪府統計年鑑（平成30年）PDF
18. ↑  大阪府統計年鑑（令和元年）PDF

## 外部連結
- 環球城｜車站資訊：JR出門網 - 西日本旅客鐵道

34°40′4″N 135°26′19″E / 34.66778°N 135.43861°E